# NGC 3178
NGC 3178 је спирална галаксија у сазвежђу Хидра која се налази на NGC листи објеката дубоког неба.
Деклинација објекта је - 15° 47' 28" а ректасцензија 10h 16m 9,4s. Привидна величина (магнитуда) објекта NGC 3178 износи 12,7 а фотографска магнитуда 13,4. NGC 3178 је још познат и под ознакама MCG -3-26-34, PGC 29980.